# Premi Joaquim Amat-Piniella
El premi Joaquim Amat-Piniella és un premi literari en llengua catalana convocat per Òmnium Cultural del Bages - Moianès i l'Ajuntament de Manresa en record de l'escriptor i intel·lectual manresà Joaquim Amat-Piniella. El premi es lliura anualment a la ciutat de Manresa.

## Història
Es va crear l'any 2000 a iniciativa de la delegació al Bages d'Òmnium Cultural, amb la col·laboració de l'Ajuntament de Manresa, la Fundació Caixa Manresa i l'Editorial Columna. En un principi estava destinat a premiar novel·les històriques inèdites centrades en algun gran moviment social i contemporani i estava dotat amb 2.500 euros.
A partir de 2007 es dona un nou enfocament a la convocatòria. El premi ha de recaure en una obra narrativa, novel·la o llibre de memòries, que reflecteixi una preocupació social envers el món contemporani. També es deixen de premiar originals inèdits i es distingeixen obres publicades durant l'any anterior. La dotació econòmica desapareix, però es recupera l'any 2019 amb una dotació de 2000 euros per l'obra guanyadora i el lliurament al guanyador d'un guardó en forma d'escultura dissenyada per l'escultor manresà Ramon Oms.

Actualment l'organització del premi la porta a terme Òmnium Cultural del Bages - Moianès i l'Ajuntament de Manresa amb la col·laboració de la Biblioteca del Casino, el Gremi de Llibreters de Catalunya, l’Associació Misteriosa Llum i l'Associació Memòria i Història de Manresa.

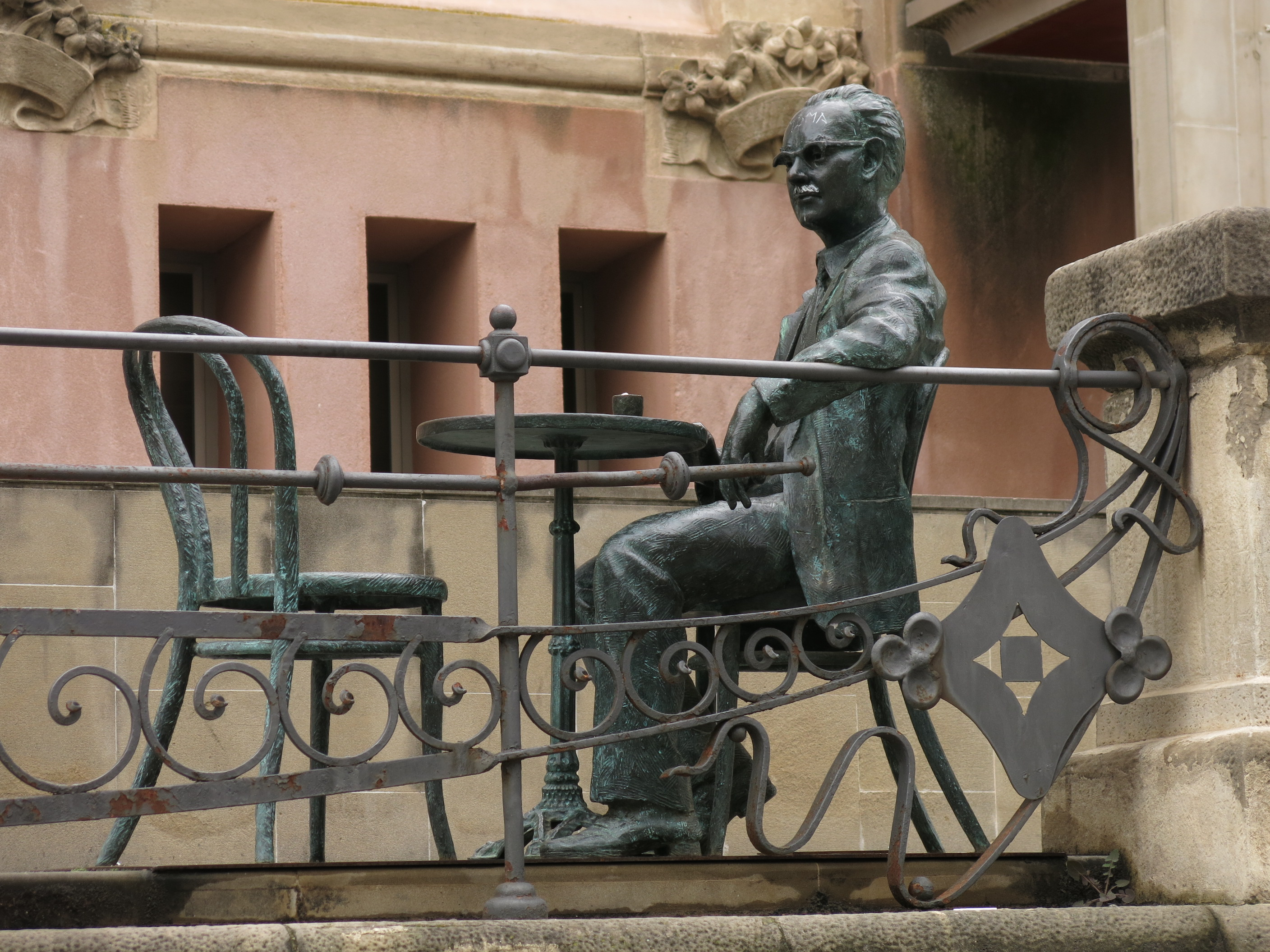
Escultura de Joaquim Amat-Piniella, de Ramon Oms, Casino de Manresa, pg. Pere III 27

## Guanyadors
- 2001 Rafael Vallbona per La comuna de Puigcerdà[4]
- 2002 Manuel Valls i Norberto Delisio per Caminar sobre gel[5]
- 2003 Desert
- 2004 Josep Maria Loperena per La casa del fanalet vermell[6]
- 2005 Desert
- 2006 Agustí Segarra per La ciutat en flames[7]
- 2007 Antoni Pladevall per Terres de Lloguer[8]
- 2008 Joan Garrabou per Confessió general[9]
- 2009 Jordi Coca per La noia del ball[10]
- 2010 Sílvia Alcàntara per Olor de Colònia[11]
- 2011 Jordi Puntí per Maletes Perdudes[12]
- 2012 Jordi Estrada per Rius paral·lels[13]
- 2013 Rafael Nadal per Quan érem feliços[14]
- 2014 Monika Zgustova per La nit de Vàlia[15]
- 2015 Pep Coll per Dos taüts negres i dos de blancs[16]
- 2016 Joan Daniel Bezsonoff per Matar De Gaulle[17]
- 2017 Martí Domínguez per La sega[18]
- 2018 Ramon Solsona per Allò que va passar a Cardós[19]
- 2019 Joan Lluís-Lluís per Jo soc aquell que va matar Franco[20]
- 2020 Marta Marín- Dòmine per Fugir era el bell que teníem[21]
- 2021 Àlvar Valls per Entre l'infern i la glòria[22]
- 2022 Vicenç Villatoro per La casa dels avis[23]
- 2023 Maite Salord per El país de l’altra riba[24]
- 2024 Imma Monsó per La mestra i la bèstia[25]
- 2025 Xavi Coral per Aprendre a esquivar les bales[26]